# Маньян (Об)
Манья́н (фр. Magnant) — коммуна во Франции, находится в регионе Шампань — Арденны. Департамент — Об. Входит в состав кантона Эссуа. Округ коммуны — Труа.
Код INSEE коммуны — 10213.
Коммуна расположена приблизительно в 175 км к юго-востоку от Парижа, в 90 км южнее Шалон-ан-Шампани, в 30 км к юго-востоку от Труа.

## Население
Население коммуны на 2008 год составляло 178 человек.
| 1962 | 1968 | 1975 | 1982 | 1990 | 1999 | 2008 |
| ---- | ---- | ---- | ---- | ---- | ---- | ---- |
| 182  | 202  | 186  | 149  | 185  | 190  | 178  |

## Администрация
| Период | Период | Фамилия         | Партия | Примечания |
| ------ | ------ | --------------- | ------ | ---------- |
| 2001   | 2008   | Жан-Клод Маризи |        |            |
| 2008   |        | Люсиль Кокрель  |        |            |

## Экономика
В 2007 году среди 108 человек в трудоспособном возрасте (15—64 лет) 88 были экономически активными, 20 — неактивными (показатель активности — 81,5 %, в 1999 году было 78,4 %). Из 88 активных работали 83 человека (43 мужчины и 40 женщин), безработных было 5 (2 мужчины и 3 женщины). Среди 20 неактивных 10 человек были учениками или студентами, 4 — пенсионерами, 6 были неактивными по другим причинам.

## Достопримечательности
- Церковь Сен-Жюльен-л’Оспиталье (XII век). Памятник истории с 1926 года[3]

## Фотогалерея
- Карта коммуны